# Silvo Breskvar
Silvo Breskvar, slovenski matematik in fizik, * 31. december 1902, Ljubljana, † 3. januar 1969, Ljubljana.

## Življenje in delo
Breskvar je diplomiral leta 1926 na Filozofski fakulteti v Ljubljani. V času med obema vojnama in pozneje je o astronomiji pisal v Slovencu, Proteusu in drugih slovenskih revijah.
Skupaj s Stankom Uršičem je leta 1962 izdal priročnik za srednje šole »Vega«, matematične in druge tabele in obrazci. Bil je prvi vodja leta 1951 ustanovljene astronomske sekcije pri Prirodoslovnem društvu Slovenije.